# José Ramón García Fernández
José Ramón García Fernández (Mondoñedo, Lugo, España, 15 de febrero de 1938 - Córdoba, 22 de julio de 2004) fue un futbolista español que se desempeñaba como portero.

## Trayectoria
A los 15 años jugaba en el Mondoñedo F. C. y a los 18 fichó, en la temporada 1956-57, por el Ribadeo C.F. que entonces militaba en 3ª División. Después jugaría en tres equipos gallegos durante 3 años, C. D. Orense (1957-58), C. D. Lugo (1958-59) y Racing Club de Ferrol (59-60). Después fichó por el Córdoba Club de Fútbol, donde fue su portero titular durante ocho temporadas (1962-1970) en 1.ª División y el guardameta que jugó más partidos (98) en la máxima categoría. 
Logró un hito, aún vigente en la temporada 1964-65, el Córdoba sólo dejó escapar tres puntos de su estadio y sólo encajó dos goles en su campo, uno de ellos marcado por Alfredo Di Stéfano y el otro en propia puerta por Ricardo Costa Álvarez.

## Clubes
| Club                   | País   | Año       |
| ---------------------- | ------ | --------- |
| C. D. Orense           | España | 1957-1958 |
| C. D. Lugo             | España | 1958-1959 |
| Racing Club de Ferrol  | España | 1959-1960 |
| Córdoba Club de Fútbol | España | 1961-1971 |
| Xerez Fútbol Club      | España | 1971-1972 |